# Andreas Schüller
Andreas Schüller (* 16. Mai 1974 in Berlin) ist ein deutscher Dirigent, seit 2022 ist er Generalmusikdirektor am Stadttheater Gießen. Er war bis 2011 Kapellmeister an der Oper Leipzig und an der Volksoper Wien sowie Musikalischer Leiter des Jungen Philharmonischen Orchesters Niedersachsen, zudem Gastdirigent der Jungen Sinfonie Berlin. Von 2013 bis 2020 war er Chefdirigent an der Staatsoperette Dresden.

## Biographie
Schüller studierte in seiner Heimatstadt zunächst Horn und Klavier, später Dirigieren. Unterrichtet wurde er während seines Studiums u. a. von Sebastian Weigle und Rolf Reuter.
In der Berliner Opernszene trat er als Pianist und Dirigent auf und arbeitete während seiner Studienzeit als Assistent für Marc Piollet, Rudolf Barschai und Lothar Zagrosek. Dabei traf er u. a. auf das Bundesjugendorchester und die Junge Deutsche Philharmonie.
2002 erarbeitete er für Fabio Luisi die Produktion Die Liebe der Danae bei den Salzburger Festspielen, bei denen er auch in den darauffolgenden Jahren zunächst als Assistent, ab 2005 als Chor-Direktor tätig war.
2003 wurde Andreas Schüller ins Dirigentenforum des Deutschen Musikrats aufgenommen.
Meisterkurse führten ihn zu Roberto Paternostro und Peter Gülke.
Seit der Spielzeit 2003/04 ist er Kapellmeister an der Volksoper Wien und war zudem von der Spielzeit 2008/09 bis Mitte 2011 1. Kapellmeister an der Oper Leipzig.
Des Weiteren dirigierte er Aufführungen an der Komischen Oper (Staatsballett Berlin) und den Opernhäusern Köln und Graz. Konzerte dirigierte er u. a. beim Istanbul Philharmonic Orchestra, dem MDR-Sinfonieorchester Leipzig, dem Berliner Sinfonie Orchester, dem Staatsorchester Kassel, den Münchner Symphonikern und der Jenaer Philharmonie.
Seit dem Gründungssommer 2005 ist Andreas Schüller musikalischer Leiter des Niederösterreichischen Festivals in Retz, das sich neben der Pflege von Kirchenopern vor allem der Literatur widmet und so einen ungewöhnlichen gattungsübergreifenden Bogen zu spannen versucht.
Seit 2008 ist er zudem Künstlerischer Leiter des Jungen Philharmonischen Orchesters Niedersachsen und gastierte 2009 und 2010 mit der Jungen Sinfonie Berlin in der Philharmonie Berlin. Von 2013 bis 2020 war Schüller Chefdirigent an der Staatsoperette Dresden.
Mit Beginn der Spielzeit 2022/23 ist er Generalmusikdirektor des Stadttheaters Gießen.